# 1815
Промислова революція •  Російська імперія • Наполеонівські війни

## Геополітична ситуація
У Росії царює імператор Олександр I (до 1825). Російській імперії належить більша частина України, значна частина Польщі, Грузія, частина Закавказзя, Фінляндія. Україну розділено між двома державами — Королівство Галичини та Володимирії належить Австрії, Правобережжя, Лівобережжя та Крим — Російській імперії. Задунайська Січ існує під протекторатом Османської імперії.
В Османській імперії править султан Махмуд II (до 1839). Під владою османів перебувають Близький Схід та Єгипет, Середземноморське узбережжя Північної Африки, частина Закавказзя, значні території в Європі: Греція, Болгарія і Сербія. Васалами османів є Волощина та Молдова.
Австрійську імперію очолює Франц II (до 1835). Вона охоплює, крім власне австрійських земель, Угорщину з Хорватією, Трансильванію, Богемію. Король Пруссії — Фрідріх-Вільгельм III (до 1840). Баварське королівство очолює Максиміліан I (до 1825). Утворився Німецький союз.
Імператор французів Наполеон I утік із заслання на острів Ельба і правив країною Сто днів, після чого на трон повернувся король Людовик XVIII (до 1824). Франція має колонії в Карибському басейні, Південній Америці та Індії. На троні Іспанії сидить Фернандо VII (до 1833). Королівству Іспанія належать Нова Іспанія, Нова Гранада, Віцекоролівство Перу, Внутрішні провінції та Віцекоролівство Ріо-де-ла-Плата в Америці, Філіппіни. Повсюди в Латинській Америці триває національно-визвольна боротьба. У Португалії королює Марія I (до 1816), але португальська столиця через французьку загрозу перемістилася в Ріо-де-Жанейро. Португалія має володіння в Бразилії, в Африці, в Індії, в Індійському океані й Індонезії. На троні Великої Британії сидить Георг III (до 1820). Через психічну хворобу короля, триває Епоха Регентства. Британія має колонії в Північній Америці, на Карибах та в Індії. Королівство Нідерланди очолив Віллем I (до 1840).
Сполучені Штати Америки займають територію частини колишніх британських колоній та купленої у Франції Луїзіани. Посаду президента США обіймає Джеймс Медісон. Територія на півночі північноамериканського континенту належить Великій Британії, вона розділена на Нижню Канаду та Верхню Канаду, територія на півдні та заході континенту належить Іспанії.
Король Данії та Норвегії — Фредерік VII (до 1863), на шведському троні сидить Карл XIII (до 1818).
В Ірані при владі Каджари. Британська Ост-Індійська компанія контролює значну частину Індостану. Усе ще зберігає могутність Імперія Маратха. У Пенджабі існує Сикхська держава. У Бірмі править династія Конбаун, у В'єтнамі — династія Нгуєн. У Китаї володарює Династія Цін. У Японії триває період Едо.

## Події

### В Україні
- Територія Тернопільського краю повернулася під юрисдикцію Австрійської імперії.

### У світі
- 26 лютого Наполеон утік із заслання на острові Ельба.
- 1 березня Наполеон повернувся в Францію.
- 15 березня король Неаполя Йоахім Мюрат оголосив війну Австрії.
- 16 березня Віллем I став королем Нідерландів.
- Припинило існування королівство Канді. Цейлон став британською колонією.
- 20 березня Наполеон увійшов у Париж. Почалися його Сто днів.
- 5 квітня почалося виверження вулкана Тамбора, яке спровокувало близько 70 тисяч смертей в Індонезії та «Рік без літа» у Європі й Північній Америці.
- 24 квітня почалося Друге сербське повстання, і до кінця року Сербія стала напівнезалежною.
- 3 травня Австрія перемогла королівство Неаполь у битві при Толентіно, якою завершилася Неаполітанська війна.
- 9 червня підписано завершальний акт Віденського конгресу. Затверджено нову політичну ситуацію в Європі. Сформовано Німецький союз та Королівство Польське, Люксембург отримав незалежність від Франції, проголошено нейтралітет Швейцарії.
- 16 червня Наполеон виграв у прусської армії битву при Ліньї.
- 18 червня Наполеон програв битву при Ватерлоо.
- 22 червня Наполеон удруге відрікся від трону. Упродовж двох тижнів імператором був його чотирирічний син Наполеон II.
- 8 липня Людовик XVIII повернувся в Париж.
- 8 серпня Наполеона відправили в заслання на острів Святої Єлени.
- 26 вересня Пруссія, Австрія та Росія уклали Священний союз з метою підтримки статусу-кво в Європі.

### Наука
- Девід Брюстер відкрив явище повної поляризації світла при падінні на границю розділу під певним кутом.
- Жан-Батіст Біо відкрив явище обертання площини поляризації світла в рідинах і розчинах.
- Медаль Коплі отримав Девід Брюстер.

### Культура
- Опубліковано роман Джейн Остін «Емма».
- Побачив світ готичний роман Гофмана «Еліксири Сатани».

## Народились
Дивись також Категорія:Народились 1815
- 11 січня — Джон Александр Макдональд, перший прем'єр-міністр Канади (1867—1873, 1878—1891 рр.).
- 21 січня — Горес Веллс, американський стоматолог, першим застосував медичну анестезію (1845).
- 16 лютого — Гулак-Артемовський Семен Степанович, український оперний співак-баритон, композитор, драматичний артист, драматург.
- 4 березня — Михайло Вербицький, композитор, громадський діяч, автор музики Гімну України «Ще не вмерла Україна» (пом. 1870).
- 1 квітня — Отто Едуард Леопольд фон Бісмарк, перший рейхсканцлер Німеччини (1866—1890 рр.) часів другого Рейху.

## Померли
Дивись також Категорія:Померли 1815
- 24 лютого — Роберт Фултон, американський інженер і винахідник, творець першого пароплава.
- 7 грудня — Мішель Ней, французький маршал часів Наполеона.